# Барсана
Барса́на или Варша́на (хинди बरसाना) — город в округе Матхура в штате Уттар-Прадеш, Индия. Варшана расположена в 42 км от окружного центра Матхуры и в восьми километрах от Нандгаона (Нандаграма). Варшана является важным местом паломничества для кришнаитов. Согласно Пуранам, в этом месте находился дворец царя Вришабхану, отца любимой гопи Кришны по имени Радха. В Варшане Радха провела свои детство и юность в играх со своими подругами и с Кришной. Вокруг Варшаны идёт семикилометровая парикрамная дорога, по которой приходящие в Варшану паломники и местные жители совершают ритуальный обход этого святого места.
С особой пышностью в Варшане ежегодно отмечают индуистский праздник холи. Варшана расположена между двух холмов. Один из холмов беловатого цвета и ассоциируется с Брахмой, а другой — тёмного цвета и ассоциируется с Вишну. На холме Брахмы расположен главный храм Варшаны — Шриджи-мандир, в котором поклоняются изначальным божествам Радхи-Кришны. Четыре пика на холмах считаются четырьмя головами Брахмы. Согласно «Падма-пуране», Брахма, желая совершать личное служение Радхе и Кришне, принял форму холмов Варшаны. На другом холме расположен Ман-мандир, построенный в XVIII веке.
Согласно всеиндийской переписи 2001 года, в Варшане проживало 9215 человек, из которых мужчины составляли 53 %, женщины — 47 %. Уровень грамотности взрослого населения составлял 53 %, что ниже среднеиндийского уровня (59,5 %). Среди мужчин, уровень грамотности равнялся 66 %, среди женщин — 34 %. 19 % населения составляли дети до 6 лет.